# Sebastian (Teksas)
Sebastian – jednostka osadnicza w Stanach Zjednoczonych, w stanie Teksas, w hrabstwie Willacy.